# John C. Caldwell
John C. Caldwell   (Sydney, 8 de desembre de 1928 - Canberra, 12 de març de 2016) va ser un demògraf australià.
Va ser professor de demografia i sociologia a la Universitat de Canberra i president de la Unió Internacional per a l'Estudi Científic de la Població (IUSSP).
Va analitzar la demografia de l'Àfrica i d'altres continents.
En el seu llibre de 1980 Mass Education as a Determinant of the Timming of the Fertility Decline (L'educació de masses com a determinant del moment del declivi de la fertilitat) exposava la tesi respecte a que en el món agrari tradicional la ràpida entrada en el món laboral dels fills és un dels factors que expliquen l'alta fecunditat, mentre que el desenvolupament i l'escolarització generalitzada fan dels fills objectes d'inversió neta i, per tant, fan baixar la fecunditat.
John C. Caldwell, en altres obres dona una explicació al fracàs de les polítiques de control de natalitat en els països menys desenvolupats.